# Henri VIII et ses six femmes
Pour plus de détails, voir Fiche technique et Distribution.
Henri VIII et ses six femmes (Henry VIII and His Six Wives) est un film britannique réalisé par Waris Hussein, sorti en 1972.
Il s'agit de l'adaptation cinématographique de la série télévisée à succès de la BBC Les Six Femmes d'Henri VIII (The Six Wives of Henry VIII). Comme la série, le film évoque la vie du roi d'Angleterre Henri VIII et de ses six épouses. Keith Michell reprend sur grand écran le rôle du roi. Lui et Bernard Hepton sont les deux seuls acteurs ayant à la fois fait partie de la distribution de la série et du film, tandis que les actrices incarnant les épouses d'Henry VIII sont différentes.

## Synopsis
Londres en janvier 1547, le roi Henri VIII est mourant et revient sur sa vie mouvementée.

## Fiche technique
- Titre français : Henri VIII et ses six femmes[1]
- Titre original : Henry VIII and His Six Wives
- Réalisation : Waris Hussein
- Scénario : Ian Thorne
- Production : Roy Baird
- Montage : John Bloom
- Photographie : Peter Suschitzky
- Musique : David Munrow
- Pays d'origine :  Royaume-Uni
- Format : Couleur
- Genre : Film dramatique, Film historique
- Durée : 125 minutes
- Dates de sortie : 
  - Royaume-Uni : 13 juillet 1972
  - France : 31 décembre 1974 (Nord)[1]

## Distribution
- Keith Michell : Henri VIII
- Charlotte Rampling : Anne Boleyn
- Donald Pleasence : Thomas Cromwell
- Frances Cuka : Catherine d'Aragon
- Jane Asher : Jeanne Seymour
- Jenny Bos : Anne de Clèves
- Lynne Frederick : Catherine Howard
- Barbara Leigh-Hunt : Catherine Parr
- Michael Gough : Norfolk
- Bernard Hepton : Thomas Cranmer
- Brian Blessed : Charles Brandon, duc de Suffolk
- Michael Goodliffe : Thomas More
- Peter Madden : Fisher